# Paulin (priimek)
Paulin je priimek več znanih Slovencev:
- Alfonz Paulin (1853—1942), botanik
- Alojz Paulin (1930—2022), elektrotehnik, univ. profesor
- Andrej Paulin (*1939), metalurg, univ. profesor
- Damijan Paulin (*1943), kulturni in politični delavec
- Eva Paulin (1929—1990), modna oblikovalka
- Irena Paulin, metalurginja
- Majda Paulin (*1949), učiteljica in igralka
- Nataša Paulin, manjšinska kulturna delavka v Italiji (Gorica)
- Marta Paulin - Brina (1911—2002), plesalka, pedagoginja, koreografinja
- Robert Paulin (1897—1974), metalurg, rafinator plemenitih kovin